# Ново-Населе (Биелина)
Ново-Населе (серб. Ново Насеље / Novo Naselje) — село в общине Биелина Республики Сербской Боснии и Герцеговины. Население составляет 937 человек по переписи 2013 года.

## Население
К прочим отнесены и цыгане, у которых есть своя многочисленная официальная община в селе.